# Microrhopaea flavipennis
Microrhopaea flavipennis är en skalbaggsart som beskrevs av Lea 1920. Microrhopaea flavipennis ingår i släktet Microrhopaea och familjen Melolonthidae. Inga underarter finns listade i Catalogue of Life.